# 정명오
정명오(1986년 10월 29일 ~ )는 대한민국의 축구 선수이며 포지션은 미드필더이다.

## 축구인 경력

### 선수 경력
2010년 경남 FC에 입단하였으나 주전 경쟁에서 밀리며 6경기 출전에 그쳤고 2011년 수원시청 축구단에 입단하여 내셔널리그에서 활약하였다.
2012년 전남 드래곤즈로 이적하며 다시 K리그로 복귀하였다.